# Ophiozonoida
Ophiozonoida is een geslacht van slangsterren uit de familie Ophiolepididae.

## Soorten
- Ophiozonoida brevipes (Liao, 1978)
- Ophiozonoida innominata A.M. Clark, 1951
- Ophiozonoida leucus (Murakami, 1943)
- Ophiozonoida obscura Koehler, 1922
- Ophiozonoida parva McKnight, 1975
- Ophiozonoida picta H.L. Clark, 1915